# América Móvil

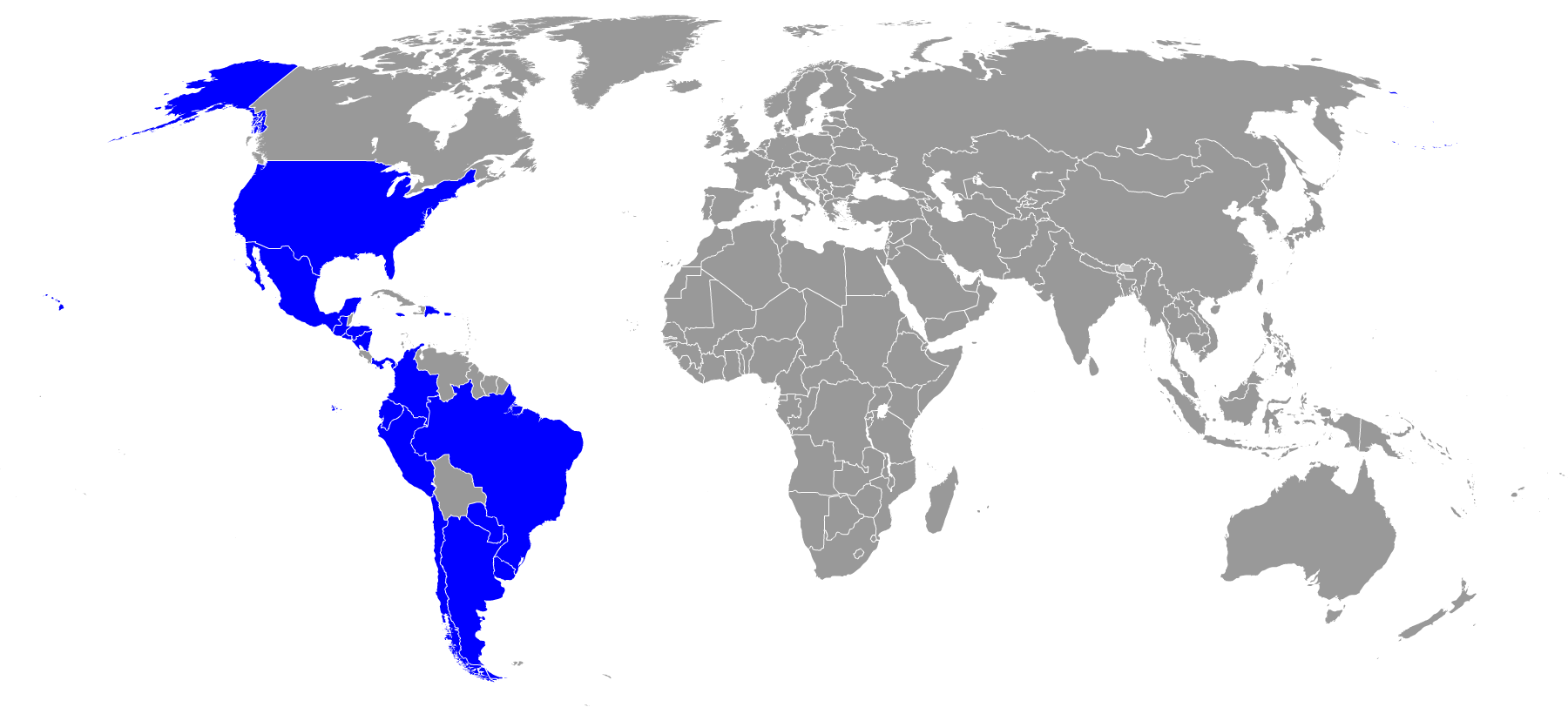
América Móvil al món

América Móvil (BMV: AMX, NYSE: AMX, NASDAQ: AMOV) és una empresa mexicana de telecomunicacions. Opera a diversos països amb el nom de Claro i al costat de Telmex són controlades pel Grup Carso, l'accionista majoritari del qual és el multimilionari Carlos Slim.
Neix després de l'extinció dels actius de telefonia cel·lular, televisió per cable (Cablevisión) i altres actius internacionals pertanyents a Telèfons de Mèxic, Telmex.
Als Estats Units (incloent Puerto Rico i les Illes Verges dels Estats Units), América Móvil posseeix la companyia de telefonia de cel·lular de prepagament Tracfone Wireless, que funciona amb el sistema d'operador mòbil virtual. També forma part d'América Móvil la companyia de telefonia cel·lular Clar, que posseeix filials a països com Brasil, Colòmbia, Perú, Xile, Costa Rica, Equador, Hondures, El Salvador, Nicaragua, Guatemala, Puerto Rico, República Dominicana, Argentina, Paraguai, Uruguai, Panamà i Veneçuela.